# Вичек, Тамаш
Тамаш Вичек (род. 10 мая 1948 года в Будапеште) — венгерский учёный-физик. Академик Венгерской академии наук (с 2001 года).

## Биография
В 1972 году он получил степень магистра в Московском государственном университете, а в 1976 году — степень доктора философии в Дебреценском университете.
С 1972 года занимал должность младшего научного сотрудника в Научно-исследовательском институте технической физики при Венгерской академии наук, в 1975 году стал научным сотрудником, а с 1983 по 1989 год был старшим научным сотрудником.
В 1991—1997 годах занимал должность профессора кафедры ядерной физики в Будапештском университете (в 1992—1996 годах — декан), в 1998 году перешёл на кафедру биофизики, где работает в настоящее время. До 2005 года был её деканом. Он также был приглашённым профессором в различных учебных заведениях.
Круг научных интересов составляют исследования плотных жидкостей, теория перколяции, моделирование кластеров методом Монте-Карло, явления агрегации, фрактальный рост, формирование структуры (компьютерные и лабораторные эксперименты), коллективные явления в биологических системах (флокирование, колебания, толпы), молекулярные двигатели, подвижность клеток in vitro.
В честь него названы фрактал Вичека и модель Вичека, описывающая поведение роя живых существ.
Воспитал 13 докторов философии. Автор 230 публикаций в международных научных журналах, а также шести книг.
Женат на Марии Стрехо, есть двое детей: Лилла (1974 г. р.) и Эндрю (1976 г. р.).